# كرايغ ارين
كرايغ ارين (بالإنجليزية: Craig Warren)‏ هو لاعب غولف أسترالي، ولد في 8 مارس 1964.

## وصلات خارجية
- كرايغ ارين على موقع رابطة اليابان للاعبي الغولف المحترفين (الإنجليزية)
- كرايغ ارين على موقع التصنيف العالمي الرسمي للغولف (الإنجليزية)